# أبيض وأسود

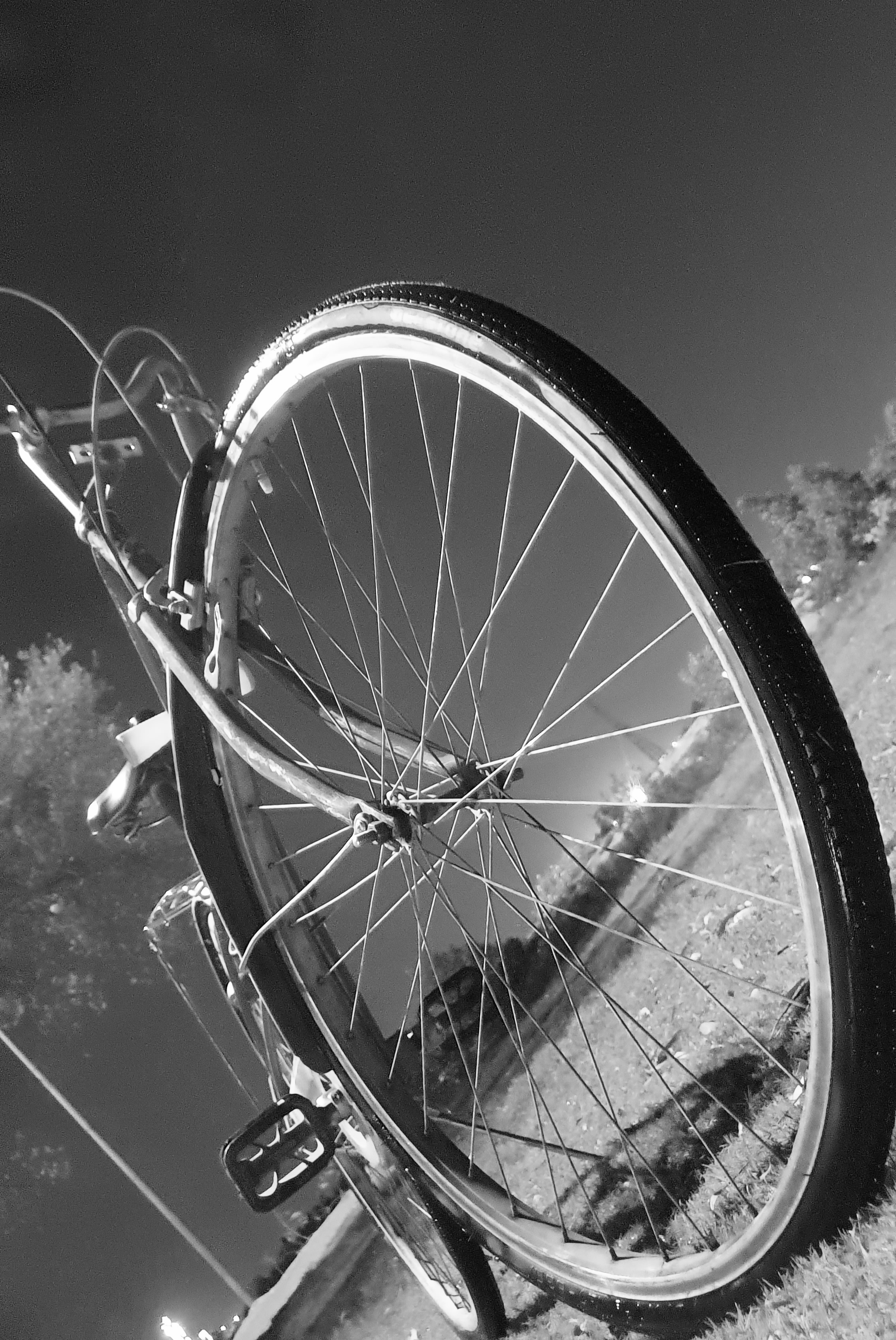
صورة بيضاء وسوداء لدراجة هوائية.

الأبيض والأسود هي أية أشكال متعددة أحادية اللون في الفنون المرئية.
صور الأبيض والأسود لا يتم مناقضتها عادةً بشكل صاروخي الأبيض والأسود. فهي تجمع بين الأبيض والأسود سلسلة متصلة تنتج مجموعة من ظلال رمادية. فضلاً عن ذلك، فإن هناك العديد من المطبوعات أحادية اللون ما زالت تصور، لاسيما تلك التي تنتج مبكرا في التطوير، كانت بسيبيا (أساسا للاستقرار الأرشيفي)، التي أسفرت حالا أفضل، تظليل دقيق ثم إعادة إنتاج بالأبيض والأسود.

## معرض الصور

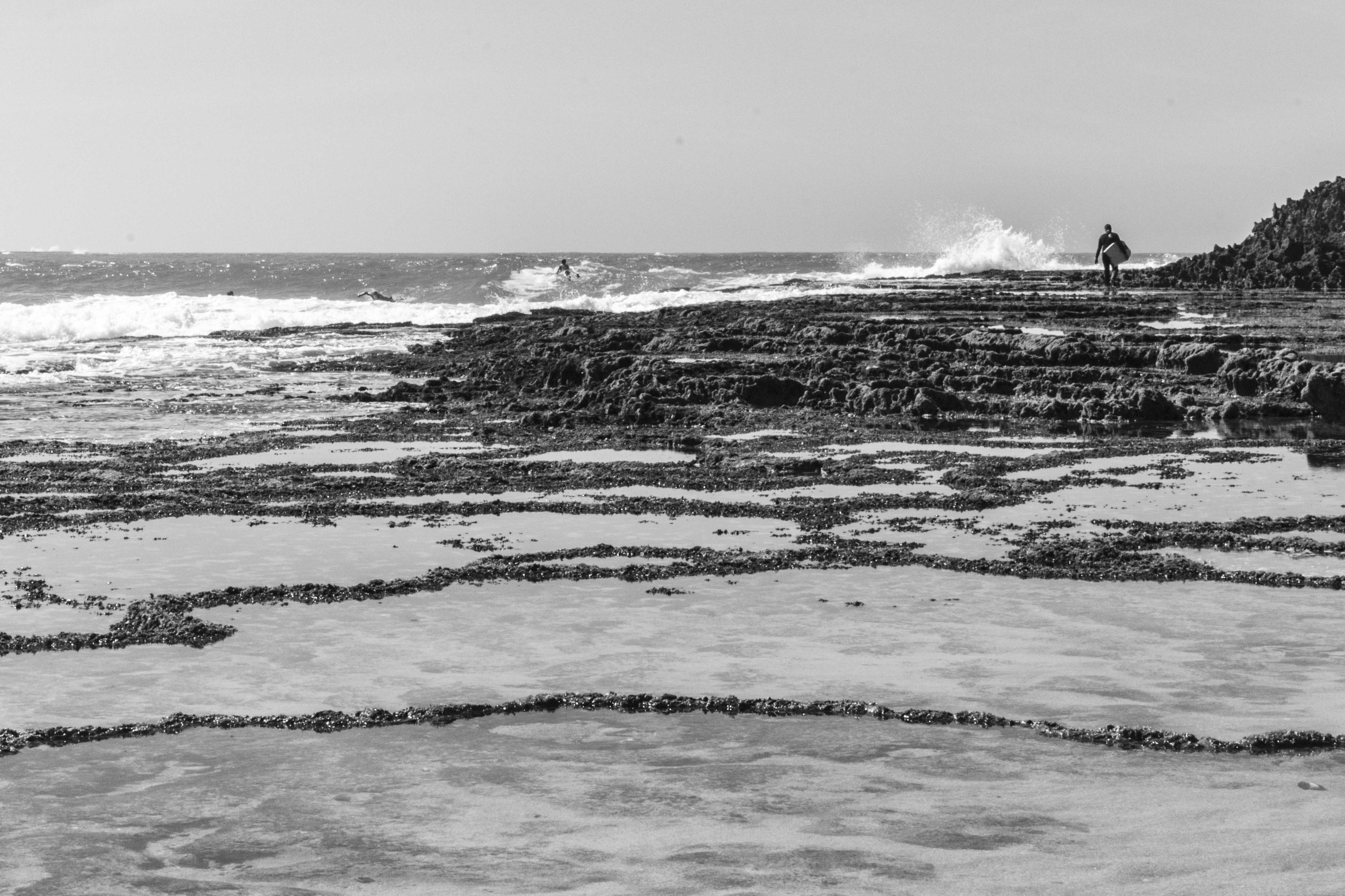